# Almăjel, Mehedinți

Almăjel este un sat în comuna Vlădaia din județul Mehedinți, Oltenia, România. Se află între comuna Vlădaia și satul Corlățel, România. Almăjel este situat în zona Piemontul Bălăciței și Câmpia Blahniței, pe dealul Bugentului.
Monumente si biserici:
Biserica "Sf. Nicolae" 1867;    
Primăria Școala Generala cu Clasele I-IV - Tel: (0252) 356.572 - Adresa: Vlădaia (Mehedinți), Sat Almăjel.   
Localitatea este una frumoasă cu multe lucruri de văzut.
Primar:Cristian Balan (2008-2013)